# فهرست مربیان باشگاه فوتبال نساجی مازندران
این نوشتار تاریخچه و آمار مربیان باشگاه فوتبال نساجی مازندران را از سال ۱۳۶۲ تا امروز دربردارد. تاکنون ۳۲ نفر در ۵۰ دورهٔ زمانی هدایت باشگاه فوتبال نساجی مازندران را بر عهده داشته‌اند. از این ۳۲ نفر، ۴ نفر خارجی بوده‌اند.
موفق‌ترین سرمربی نساجی از سال ۱۳۶۲ تا امروز، رحیم دست‌نشان بوده‌است. دست‌نشان در دوره ابتدایی و دوازده ساله مربیگری خود بهترین روزهای نساجی را در لیگ قدس و جام آزادگان رقم زد و از تیم‌های خوب این رقابت‌ها بوده‌است. وی رکورددار بیشترین مدت و بیشترین تعداد دفعات مربیگری نیز هست. او در ۴ دورهٔ زمانی مختلف از ۱۳۶۲ (نخستین سال مربیگری) تا ۱۳۸۸ (آخرین سال مربیگری) جمعاً حدود ۱۴ سال مربی نساجی بوده‌است.

## کادر فنی کنونی
از تاریخ ۱۳ اردیبهشت ۱۴۰۴
| محمدرضا مهاجری  | سرمربی           |
| مصطفی صداقت     | مربی             |
| محمدمهدی نظری   | مربی             |
| اشکان نامداری   | مربی دروازه‌بان‌ها |
| حمیدرضا جودکی   | مربی بدنساز      |
| عماد مهاجری     | مربی بدنساز      |
| صادق مقدم       | آنالیزور         |
| پیام کاظمی      | آنالیزور         |
| ایزد سیف‌الله‌پور | سرپرست تیم       |

## مربیان در گذر زمان

### مربیان پیشین
| مربی             | کشور  | سال       |
| ---------------- | ----- | --------- |
| رحیم دست‌نشان     | ایران | ۱۳۶۲–۱۳۷۳ |
| فریدون عسگرزاده  | ایران | ۱۳۷۳      |
| ابوالفضل مزدستان | ایران | ۱۳۷۳      |
| رحیم دست‌نشان     | ایران | ۱۳۷۴      |
| نادر دست‌نشان     | ایران | ۱۳۷۵–۱۳۸۱ |
| حسین مسگر ساروی  | ایران | ۱۳۸۱–۱۳۸۳ |
| رحیم دست‌نشان     | ایران | ۱۳۸۳–۱۳۸۴ |
| ابراهیم طالبی    | ایران | ۱۳۸۴–۱۳۸۵ |
| ناصر حجازی       | ایران | ۱۳۸۵–۱۳۸۶ |
| مرتضی صادقی      | ایران | ۱۳۸۶      |
| حسین قزل‌سفلو     | ایران | ۱۳۸۶      |
| ابراهیم طالبی    | ایران | ۱۳۸۶–۱۳۸۷ |
| مرتضی صادقی      | ایران | ۱۳۸۷      |
| حسن خوردستان     | ایران | ۱۳۸۷      |
| مرتضی صادقی      | ایران | ۱۳۸۷      |
| رحیم دست‌نشان     | ایران | ۱۳۸۷–۱۳۸۸ |
| اسماعیل اسماعیلی | ایران | ۱۳۸۸      |

| مربی             | کشور   | سال       |
| ---------------- | ------ | --------- |
| نادر دست‌نشان     | ایران  | ۱۳۸۸      |
| رضا فروزانی      | ایران  | ۱۳۸۸–۱۳۸۹ |
| فرهاد کوچک‌زاده   | ایران  | ۱۳۸۹      |
| یحیی گل‌محمدی     | ایران  | ۱۳۸۹–۱۳۹۰ |
| اسماعیل اسماعیلی | ایران  | ۱۳۹۰–۱۳۹۱ |
| یونس گرائیلی     | ایران  | ۱۳۹۱–۱۳۹۲ |
| نادر دست‌نشان     | ایران  | ۱۳۹۲–۱۳۹۴ |
| پائولو آلوز      | پرتغال | ۱۳۹۴      |
| کوروش موسوی      | ایران  | ۱۳۹۴–۱۳۹۵ |
| محمود فکری       | ایران  | ۱۳۹۵      |
| حسین مسگر ساروی  | ایران  | ۱۳۹۵      |
| ساکت الهامی      | ایران  | ۱۳۹۵      |
| حسین مسگر ساروی  | ایران  | ۱۳۹۵–۱۳۹۶ |
| مهدی پاشازاده    | ایران  | ۱۳۹۶      |
| داوود مهابادی    | ایران  | ۱۳۹۶      |
| جواد نکونام      | ایران  | ۱۳۹۶–۱۳۹۷ |
| مجید جلالی       | ایران  | ۱۳۹۷–۱۳۹۸ |

| مربی             | کشور    | سال        |
| ---------------- | ------- | ---------- |
| محمدرضا مهاجری   | ایران   | ۱۳۹۸       |
| محمود فکری       | ایران   | ۱۳۹۸–۱۳۹۹  |
| وحید فاضلی       | ایران   | ۱۳۹۹       |
| مجید جلالی       | ایران   | ۱۳۹۹       |
| ساکت الهامی      | ایران   | ۱۳۹۹–۱۴۰۱  |
| اسماعیل اسماعیلی | ایران   | ۱۴۰۱       |
| حمید مطهری       | ایران   | ۱۴۰۱–۱۴۰۲  |
| کارلوس هرناندز   | اسپانیا | ۱۴۰۲       |
| سید مهدی رحمتی   | ایران   | ۱۴۰۲       |
| وحید رضایی       | ایران   | ۱۴۰۲       |
| لوکاس آلکاراس    | اسپانیا | ۱۴۰۲       |
| ساکت الهامی      | ایران   | ۱۴۰۲–۱۴۰۳  |
| مصطفی صداقت      | ایران   | ۱۴۰۳       |
| ساوو میلوشویچ    | صربستان | ۱۴۰۳–۱۴۰۴  |
| ساکت الهامی      | ایران   | ۱۴۰۴       |
| محمدرضا مهاجری   | ایران   | ۱۴۰۴–اکنون |